# Oecetis royi
Oecetis royi är en nattsländeart som beskrevs av Douglas E. Kimmins 1961. Oecetis royi ingår i släktet Oecetis och familjen långhornssländor. Inga underarter finns listade i Catalogue of Life.